# Pelargonium cordifolium
Pelargonium cordifolium är en näveväxtart som först beskrevs av Antonio José Cavanilles, och fick sitt nu gällande namn av William Curtis. Pelargonium cordifolium ingår i släktet pelargoner, och familjen näveväxter. Inga underarter finns listade i Catalogue of Life.